# 国立师范学院

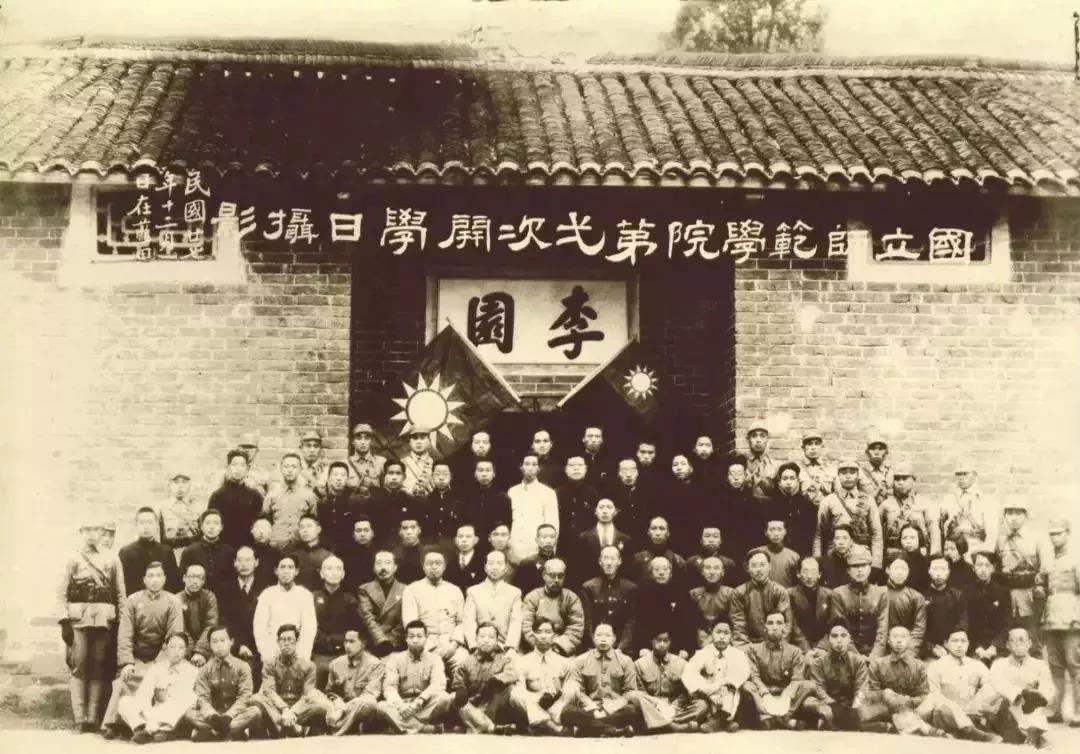
國立師範學院第一次開學日攝影

國立師範學院（英語：National Teachers College，縮寫為），簡稱「國立師院」或「國師」，為現今湖南師範大學的前身，成立於民國27年（公元1938年）10月27日，適逢抗日戰爭時期。院址最初設在湖南省安化縣藍田鎮（今湖南省漣源市藍田街道），後因抗日戰爭局勢惡化而於民國33年遷至漵浦縣（今湖南省懷化市漵浦縣），並在1945（民國34）年抗日戰爭勝利後遷至衡山縣南嶽鎮（今湖南省衡陽市南嶽區）。原本擬定抗日戰爭勝利後遷往首都南京市辦學，更名為「國立中央師範學院」，以及改制為「國立中央師範大學」，可惜一切因為政治因素而未能如願成行。1949（民國38）年12月學校併入國立湖南大學。1953（民國42）年湖南大學因院系調整遭撤銷，成立中南土木建築學院與湖南師範學院（以原國立師範學院為基礎）。民國73年改制為湖南師範大學。另外，學校設有國立師範學院附屬中學（簡稱「國師附中」），1950（民國39）年與湖南省立第十二中學合併成立湖南省立衡山中學（今衡東縣第一中學）。國立師範學院在抗日烽火中誕生，自始至終秉持「教育救國」的精神，以及「擊蒙禦寇」的宗旨，肩負振興中國師範教育的神聖使命，是中國師範教育史上重要的里程碑。國立師範學院的成立同時也確立師範學校「獨立設置」的制度，影響日後中國大陸與臺灣地區師範學校的發展，可謂如今許多師範學校的母親。值得一提的是，國立師範學院為錢鍾書著名小說《圍城》故事背景「三閭大學」的原型。

## 歷史

### 成立背景
「師範」一詞最早出源自西漢揚雄的《揚子法言·學行》「師哉！桐子之命也。務學不如務求師。師者，人之模範也。模不模，範不範，為不少矣！」而首次將「師範」二字連用則出自《後漢書·趙壹傳》「君學成師範，縉紳歸慕，仰高希驥，歷年滋多。」其中的「師範」都有「可以師法的模範」、「可以學習的榜樣」的意思。中國近代著名教育家陶行知為「師範」留下最好的注解——學高為師，身正為範。師範教育對中國而言為舶來品，世界上最早成立的師範學校為法國巴黎的「高等師範學校」，明治維新之後的日本也效法歐洲國家建立師範教育制度，以培育優秀的教育師資，東京師範學校（今筑波大學）於是誕生，其他官立師範學校也陸續成立。明治維新的成功，成為大清帝國戊戌變法最好的借鏡，戊戌變法的教育改革也間接推動了中國師範教育的發展。光緒28年，庚子新政之下，時任管學大臣張百熙頒布了《欽定學堂章程》，確立了中國第一個新式學制系統「壬寅學制」，其中對於師範學校做出明確規範，設置了「師範學堂」（相當於中學堂）與「師範館」（相當於高等學堂），京師大學堂師範館（今北京師範大學）因此成立；同年，張謇在南通創辦通州民立師範學校（今南通師範高等專科學校）。但在此前，光緒23年盛宣懷成立的南洋公學（今國立交通大學）已成立「師範院」。上述三間學校被視為中國師範教育的三大源頭。
　　辛亥革命爆發，中華民國肇建，北洋政府教育總長蔡元培根據《師範教育令》制定《高等師範學校規程》，在全國規劃六大學區，各設置一所國立高等師範學校，分別為：國立北京高等師範學校（今北京師範大學）、國立南京高等師範學校（今國立中央大學）、國立武昌高等師範學校（今武漢大學）、國立廣東高等師範學校（今國立中山大學）、國立成都高等師範學校（今四川大學）、國立瀋陽高等師範學校（今東北大學），培育各級學校的教師，以彌補師資的嚴重不足。民國11年，北洋政府頒行《學校系統改革案》，確立新的學制「壬戌學制」，伴隨而來的是「高師改大」運動，高等師範學校升格為師範大學，並開始朝綜合型大學發展，其中以國立南京高等師範學校尤其積極，直接改制為綜合型大學，更名為「國立東南大學」；至於其他高等師範學校則陸續升格，然後合併或改制成為綜合型大學，最後僅剩國立北京師範大學一所國立師範學校。高等師範學校紛紛改制為綜合型大學，對師範教育產生莫大的影響，師範教育發展受阻，各級學校教師素質與數量開始下降，也為日後抗日戰爭的師範教育改革埋下伏筆。民國23年，國民政府教育部頒布《師範學校規程》，明定師範學校設置辦法、宗旨、課程與修業年限等，而實施的效果有限，仍未解決教師素質與數量的問題。民國26年，盧溝橋事變爆發，日軍全面侵華，在淪陷區對中國國民進行奴化教育，領政的中國國民黨終於意識到教育的重要性，決定振興師範教育。翌年，國民政府教育部依據中國國民黨臨時全國代表大會的《抗戰建國綱領》頒布《師範學院規程》，明確指出「師範學院以全國分區單獨設立為原則，或附設於國立大學之中，女子師範學院可單設。」將師範教育提升至新的高度，而這也確立了師範學院制度，影響今日中國大陸與臺灣地區師範學校的發展。
根據統計，截至民國38年12月31日，全國共有十所獨立設置的國立師範學院，分別為：
- 國立師範學院（今湖南師範大學）
- 國立湖北師範學院（原湖北省立教育學院，今湖北大學）
- 國立南寧師範學院（原廣西省立桂林師範學院，原名為「國立桂林師範學院」，今廣西師範大學）
- 國立貴陽師範學院（今貴州師範大學）
- 國立昆明師範學院（原國立西南聯合大學師範學院，今雲南師範大學）
- 國立西北師範學院（原國立西北聯合大學師範學院，今西北師範大學）
- 國立長白師範學院（隨中華民國政府遷往臺灣，因復校復課未成而廢止）
- 國立女子師範學院（今西南大學）
- 國立海南師範學院（今海南師範大學）
- 國立山東師範學院（今山東師範大學）

此外，省立師範學院有河北省立女子師範學院（今河北師範大學）、山東省立師範學院（今山東師範大學）與臺灣省立師範學院（今國立臺灣師範大學）三所。另外，附設師範學院的國立大學有國立中央大學、國立四川大學、國立浙江大學與國立中山大學四所。

### 發展沿革
民國27年7月27日，教育部發電報聘請時任私立光華大學副校長兼附屬中學主任廖世承為國立師範學院籌備委員會主任，廖世承在接到電報後隨即開始國立師範學院的籌備工作，商討校址問題，聘請學校教師，起草《國立師範學院組織大綱》。關於教師，廖世承面向全國各界邀請眾多學者任教，並且擔任職員。關於校址，廖世承一方面要求在貴州省相擇院址，一方面考察湖南省各處。最終，廖世承在長郡中學校長魯立剛的建議與推薦下決定以湖南省安化縣藍田鎮的李園為校址，李園為辛亥革命元勳李燮和的故居，當時主人為李燮和的胞弟李卓然，李桌然熱愛革命與教育，欣然同意將李園借出創辦國立師範學院。廖世承就擇定院址一事致電教育部，在獲得核定之後繼續完成各項籌備工作，教育部決定將國立山東大學與安徽省立安徽大學的儀器設備與圖書借予國立師範學院。另外，學院也訂購一批長沙市商務印書館與中華書局的書籍文具，又租借了南軒圖書館圖書數萬冊。10月27日，教育部正式行文聘任廖世承為國立師範學院院長，而後訂該日為國立師範學院校慶日（也是現金湖南師範大學校慶日）。11月8日，招生工作順利完成，國立師範學院籌備委員會至此解散。12月1日，國立師範學院正式開學，籌備至開學歷時僅四個月，實為罕見。民國28年1月14日，待校務安頓之後，國立師範學院廣要社會各界，補行隆重的開學典禮，實現社會各界對教育復興的無限期望。
　　民國33年6月19日，湖南省長沙市在第四次長沙會戰中淪陷，國立師範學院緊急召開院務會議，決議西遷，最終地址湖南省漵浦縣。民國34年，抗日戰爭勝利，國立師範學院照理應該前往首都南京市，並且更名為「國立中央師範學院」，卻因「政治因素」遭到教育部拒絕，至於遷往省會長沙市擇因長沙市遭逢文夕大火尚未復原為由拒絕，最終教育部要求國立師範學院遷往湖南省衡山縣繼續辦學，對於教育部的決定，國立師範學院全體師生感到錯愕與憤怒，也開啟以「遷院改大」為名的抗爭。「遷院」是指遷往首都南京市或省會長沙市，「改大」是指更名為「國立中央師範學院」並改制為師範大學。國立師範學院確定遷往湖南省衡山縣之後，湖南省政府在國立師範學院的安化縣藍田鎮舊址成立「湖南省立第十五中學」，該校為今日的「漣源市第一中學（湖南師範大學附屬藍田中學）」。民國36年8月，廖世承辭去院長返回上海市，院長由教務處長皮名舉代理。民國37年4月，教育部指派康辛元為院長，皮名舉結束代理，但康辛元為正式上任，馬上遭到全校師生抵制，師生自行推舉謝扶雅為代理院長，以表達對教育部不願「遷院改大」的不滿。同年10月，陳東原擔任院長。民國38年5月，王兆澄任代理院長，期間因應第二次國共內戰的情勢，教育部要求國立師範學院南遷，院長不願南遷而使教育部不給予任何經費，王兆澄為求取經費而殉職。民國38年8月，汪梧封任代理院長至學校併入國立湖南大學。新中國成立後學校由中南教育部接管，並受指示併入國立湖南大學。四年後，因院系調整，以原國立師範學院為基礎成立湖南師範學院，後改制為湖南師範大學，繼承並弘揚國師精神。

## 學校精神標誌

### 院訓
仁愛精勤
倡導師範仁道，追求高尚；
倡導愛人以德，追求和諧；
倡導研精思覃，追求真理；
倡導勤奮踏實，追求卓越。

### 第一首院歌
作詞：錢基博
譜曲：張子瑜
孰與我少艾？五千年之文明，煥彩菲芳靄。國何曾老大？
勤以精業，博愛之謂仁，明德親民，舊邦命維新。國何害老大？
撫萬里之山河，滄海以為帶，萬國莫我奈，好作新兆民。
好作新兆民，一代師表重自珍，莫辜負羣倫。

### 第二首院歌
作詞：廖世承
譜曲：唐學詠
國師，國師，文化的先進，國民的導師，
陶甄人才，作育多士，建樹一代良規。
忠於為人，勇於克己，披荊斬棘，履險如夷，宏施教澤，
百年以為期，千載有餘思。
國師，國師，青年的先導，建國的良師，
愛護幼童，扶植少壯，創立和平始基。
誠以待人，義以接物，摩頂放踵，念茲在茲，風行草偃，
百年以為期，千載有餘思。

## 行政領導

### 國立師範學院籌備委員會
- 主任委員：私立光華大學副校長 廖世承
- 委員：中華民國教育部高等教育司司長 吳俊升
- 委員：中國國民黨宣傳部副部長 潘公展 → 中華民國陸軍第三十一集團軍總司令部秘書 袁哲
- 委員：湖南省教育廳廳長 朱經農
- 委員：國立西南聯合大學教授 汪德耀

### 歷任院長
| 任期   | 姓名       | 任期                    | 備注                                                                               |
| ------ | ---------- | ----------------------- | ---------------------------------------------------------------------------------- |
| 第一任 | 廖世承     | 1938年10月 — 1947年08月 | 原國立師範學院籌備委員會主任委員，曾任私立光華大學副校長                           |
| 第二任 | 皮名舉代理 | 1947年08月 — 1948年04月 | 原國立師範學院教務長，曾任國立師範學院史地學系主任                                 |
| 第三任 | 康辛元     | 1948年04月 — 1948年08月 | 因中國共產黨煽動的學潮罷課抗拒而未到任，曾任教於國立西北工業學院（今西北工業大學） |
| 第四任 | 謝扶雅代理 | 1948年08月 — 1948年11月 | 原國立師範學院公民訓育學系主任，曾任教於廣東省廣州市的嶺南大學                     |
| 第五任 | 陳東原     | 1948年11月 — 1949年05月 | 原中華民國教育部資料研究室主任，曾任安徽省立圖書館館長                             |
| 第六任 | 王兆澄代理 | 1949年05月 — 1949年08月 | 原國立師範學院博物學系主任，代理院長任內為請領學校經費而遇害殉職                   |
| 第七任 | 汪梧封代理 | 1949年08月 — 1949年12月 | 原國立師範學院英語學系主任，代理院長任內成立「營救被捕師生委員會」                 |

### 行政組織
- 教務處：註冊組、圖書組、出版組。
- 訓導處：生活管理組、體育組、課外活動組。
- 總務處：庶務組、保管組、文書組、出納組。
- 祕書室
- 會計室
- 院醫室
- 女生管理組
- 畢業生通訊調查組
- 訓育委員會
- 圖書委員會
- 修建委員會
- 體育委員會
- 衛生委員會
- 社會教育推行委員會
- 教員升等審查委員會
- 教職員福利金委員會
- 學生獎貸金審查委員會

## 學系、專修科、班

### 學系
- 國文學系（民國27年設立）
- 英語學系（民國27年設立）
- 教育學系（民國27年設立）
- 史地學系（民國27年設立）
- 數學系（民國27年設立）
- 理化學系（民國27年設立）
- 公民訓育學系（民國27年設立，民國34年併入教育學系）
- 體育學系（民國34年設立）
- 博物學系（民國34年設立）

### 專修科
- 體育童子軍專修科（民國28年設立）
- 國文專修科（民國30年設立）
- 數學專修科（民國30年設立）
- 音樂專修科（民國31年設立，民國34年停辦）

### 班
- 大學先修班（民國28年設立，民國35年停辦）
- 體育師資訓練班（民國31年設立，民國33年停辦）
- 小學教師進修班（民國32年設立，民國33年停辦）